# 월레스와 그로밋 - 화려한 외출
월레스와 그로밋 - 화려한 외출(Wallace & Gromit: A Grand Day Out)은 영국에서 제작된 닉 파크 감독의 1989년 애니메이션, 코미디, 가족 영화이다. 피터 샐리스 등이 주연으로 출연하였다.

## 출연

### 주연
- 피터 샐리스